# Pascal Picotte
Pascal Picotte (Granby, 23 december 1969) is een Canadees voormalig motorcoureur.

## Carrière
Picotte begon zijn motorsportcarrière in 1988 in diverse Canadese kampioenschappen. Vanwege zijn goede resultaten kreeg hij in 1989 een wildcard om deel te nemen aan het Amerikaans kampioenschap Supersport. In 1990 kwam hij uit in het Amerikaans kampioenschap superbike op een Yamaha. Ook debuteerde hij dat jaar in het wereldkampioenschap superbike in de races op Mosport, waarin hij dertiende en twaalfde werd. Ook in 1991 reed hij in de WK superbike-races op Mosport. Dit weekend werd geboycot door de reguliere coureurs die het circuit niet veilig genoeg vonden, waardoor er enkel coureurs met een wildcard aan de start stonden. Picotte kwalificeerde zich als tweede voor deze races; hij won de eerste race, maar moest uitvallen in de tweede race.
In 1992 won Picotte de titel in het US Pro Twins-kampioenschap met acht overwinningen uit negen races. In 1993 schreef hij zich in voor de WK superbike-races op het Autódromo Hermanos Rodríguez, maar dit weekend werd een dag van tevoren afgelast. In 1995 keerde hij alsnog terug in deze klasse tijdens de races op Laguna Seca op een Kawasaki; hij eindigde hierin als vijftiende en tiende. In 1997 werd hij tweede in het Amerikaans kampioenschap Supersport met vier zeges. Ook nam hij wederom deel aan de WK superbike-races op Laguna Seca, ditmaal op een Suzuki. In de eerste race werd hij dertiende, maar in de tweede race kwam hij niet aan de finish.
In 1998 nam Picotte deel aan de Pikes Peak International Hill Climb, waarin hij vierde werd bij de motorfietsen. Tot 2007 kwam hij uit in verschillende Canadese en Amerikaanse kampioenschappen. Zijn beste kampioenschapsresultaat in het Amerikaans kampioenschap superbike was vierde in 2002, achter Nicky Hayden, Eric Bostrom en Miguel Duhamel. In 2003 en 2004 werd hij kampioen in zowel het Canadees kampioenschap superbike als het Canadees kampioenschap Supersport. Gedurende het seizoen 2007 stopte hij als coureur om zich te richten op zijn eigen team; hij reed dat jaar met Duhamel en Brett McCormick in de Daytona 200. In 2016 werd hij opgenomen in de Canadian Motorcycle Hall of Fame.